# اچ‌ام‌اس اسوالو (۱۸۲۴)
اچ‌ام‌اس اسوالو (۱۸۲۴) (به انگلیسی: HMS Swallow (1824)) یک کشتی بود که طول آن ۸۷ فوت (۲۷ متر) بود. این کشتی در سال ۱۸۱۹ ساخته شد.